# برايان باتريك ويد
برايان باتريك ويد (بالإنجليزية: Brian Patrick Wade)‏ هو عارض وممثل أمريكي، ولد في 9 يونيو 1978 بلوس أنجلوس في الولايات المتحدة.

## أعمال

### أفلام
- (2006) الوصي[3]

### مسلسلات
- إن سي آي إس
- لوس أنجلوس
- رجلان ونصف
- نظرية الانفجار العظيم

## وصلات خارجية
- برايان باتريك ويد على موقع IMDb (الإنجليزية)
- برايان باتريك ويد على موقع ألو سيني (الفرنسية)
- برايان باتريك ويد على موقع أول موفي (الإنجليزية)
- برايان باتريك ويد على موقع قاعدة بيانات الفيلم (الإنجليزية)
- برايان باتريك ويد على موقع كينوبويسك (الروسية)